# تركيب أدوية
في مجال الصيدلة، التركيب(بالإنجليزية: compaounding)‏ (الذي يتم إجراؤه في صيدليات التركيب ) هو تحضير أدوية مخصصة لتناسب الاحتياجات الفريدة للمرضى والتي لا يمكن تلبيتها بالمنتجات ذات الإنتاج الضخم. يمكن القيام بذلك، على سبيل المثال، لتوفير الدواء في شكل يسهل على مريض معين تناوله (على سبيل المثال، سائل مقابل أقراص)، أو لتجنب مكون غير نشط يعاني المريض من حساسية تجاهه، أو لتوفير جرعة محددة وهذا غير متاح بطريقة أخرى. ويشار إلى هذا النوع من التركيبات الخاصة بالمريض، وفقًا لمواصفات الواصف، بالمركبات "التقليدية". يمكن أن تتراوح طبيعة حاجة المريض لمثل هذا التخصيص من الضرورة المطلقة (مثل تجنب الحساسية) إلى المثالية الفردية (مثل مستوى الجرعة المثالية) وحتى التفضيل (مثل النكهة أو الملمس).

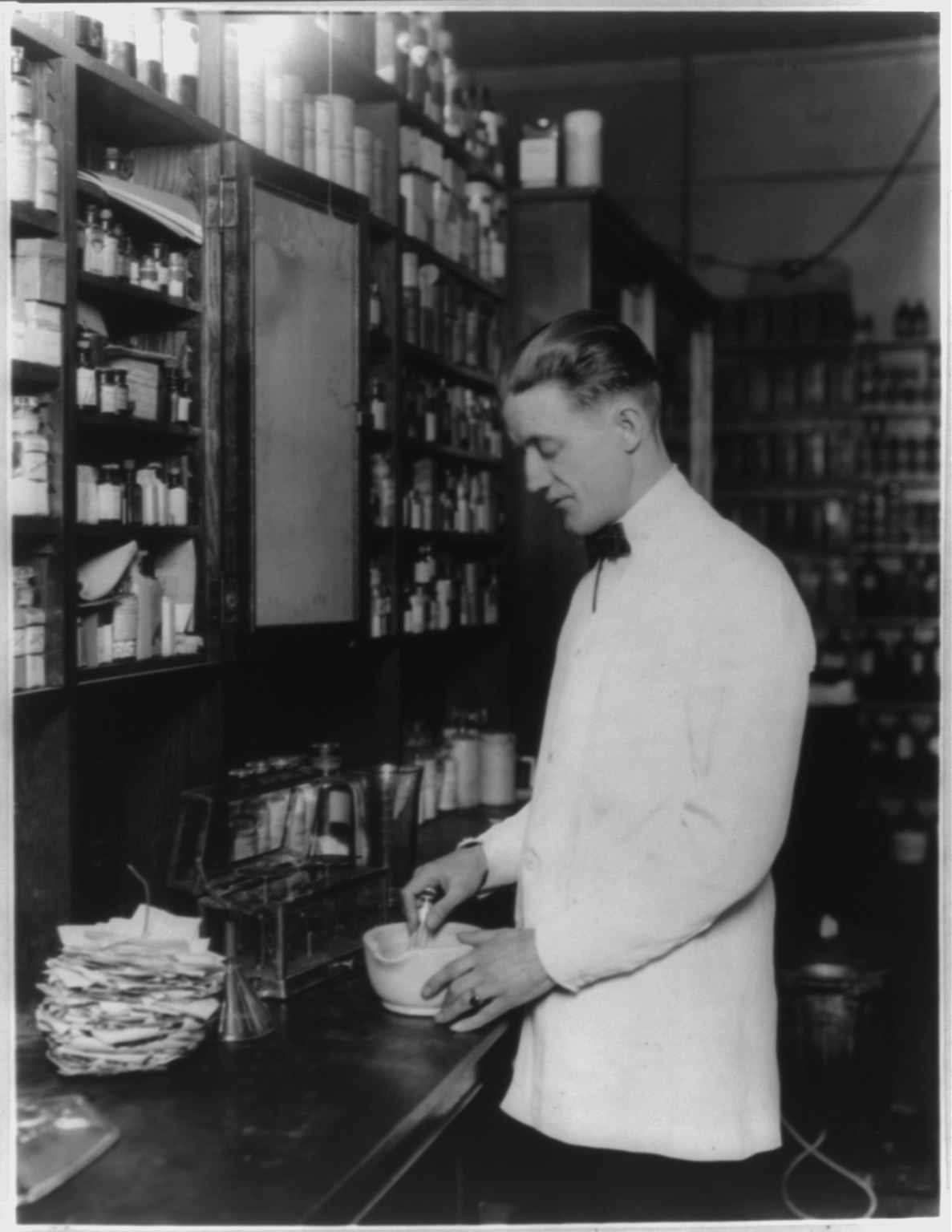
يقوم الصيدلي بتركيب الدواء باستخدام هاون ومدقة (c. 1923)

تعمل صيدليات المستشفيات عادةً في الأدوية المركبة للإعطاء عن طريق الوريد، في حين تشارك صيدليات العيادات الخارجية أو صيدليات المجتمع عادةً في الأدوية المركبة للإعطاء عن طريق الفم أو الموضعي. نظرًا لارتفاع تكلفة التركيبات ونقص الأدوية، تقوم بعض المستشفيات بالاستعانة بمصادر خارجية لاحتياجاتها المركبة إلى الصيدليات المركبة واسعة النطاق، وخاصة الأدوية المعقمة القابلة للحقن.
تُعرف المستحضرات المركبة لتركيبة معينة على دفعات مسبقة، بدلاً من التحضير لمريض معين حسب الطلب، بالمركبات "غير التقليدية" وهي أقرب إلى التصنيع على نطاق صغير. لدى الولايات القضائية لوائح مختلفة تنطبق على الشركات المصنعة للأدوية والصيدليات التي تعمل على تطوير المركّبات السائبة.

## تاريخ
كان الكيميائيون الأوائل على دراية بمختلف المواد الطبيعية واستخداماتها. وقاموا بتركيب مجموعة متنوعة من المستحضرات مثل الأدوية والأصباغ والبخور والعطور والمركبات الاحتفالية والمواد الحافظة ومستحضرات التجميل. وفي العالم الإسلامي في العصور الوسطى على وجه الخصوص، طور الصيادلة والكيميائيون المسلمون طرقًا متقدمة لتركيب الأدوية. تم افتتاح أول صيدليات على يد الصيادلة المسلمين في بغداد عام 754. بدأ العصر الحديث لمركبات الصيدلة في القرن التاسع عشر بعزل مركبات مختلفة من قطران الفحم بغرض إنتاج الأصباغ الاصطناعية. ومن هنا جاءت أدوية السلفا المضادة للبكتيريا، والمركبات الفينولية التي اشتهرت على يد جوزيف ليستر، والمواد البلاستيكية.
خلال القرن التاسع عشر، تخصص الصيادلة في رفع وتحضير وتركيب الأدوية الخام. المخدرات الخام، مثل الأفيون، تأتي من مصادر طبيعية وعادة ما تحتوي على عدة مركبات كيميائية. ويقوم الصيدلي باستخلاص هذه الأدوية باستخدام المذيبات مثل الماء أو الكحول لتكوين مستخلصات وخلطات ومغليات. بدأوا في نهاية المطاف في عزل وتحديد المكونات النشطة في هذه الأدوية. باستخدام التجزئة أو إعادة البلورة، قاموا بفصل العنصر النشط عن المستحضر الخام، وقاموا بتركيب الدواء باستخدام هذا العنصر النشط.
مع عزل الأدوية عن المواد الخام أو الأدوية الخام جاءت ولادة شركة الأدوية الحديثة. تم تدريب الصيادلة على تركيب المستحضرات التي تصنعها شركات الأدوية، لكنهم لم يتمكنوا من القيام بذلك بكفاءة على نطاق صغير. وعلى هذا وفورات الحجم، وليس الافتقار إلى المهارات أو المعرفة، هي التي أنتجت صناعة الأدوية الحديثة. مع مطلع القرن العشرين، جاء تنظيم حكومي أكبر لممارسة الطب. أجبرت هذه اللوائح الجديدة شركات الأدوية على إثبات أن أي دواء جديد يقدمونه إلى السوق آمن. مع اكتشاف البنسلين، وتقنيات التسويق الحديثة والترويج للعلامة التجارية ، وصلت صناعة تصنيع الأدوية إلى مرحلة النضج. استمر الصيادلة في تركيب معظم الوصفات الطبية حتى أوائل الخمسينيات من القرن العشرين عندما جاءت غالبية الأدوية المصروفة مباشرة من شركات الأدوية الكبيرة.

## الأدوار
قد يختار الطبيب وصف دواء مركب لمريض لديه حاجة صحية غير عادية لا يمكن تلبيتها بالمنتجات المصنعة تجاريًا. قد يختار الطبيب وصف دواء مركب لأسباب مثل
- المرضى الذين يحتاجون إلى تركيبة مركبة فردية ليقوم الصيدلي بتطويرها [4]
- المرضى الذين لا يستطيعون تناول الوصفات الطبية المعدة تجاريًا للدواء [4]
- المرضى الذين يحتاجون إلى جرعات محدودة، مثل جرعة صغيرة جدًا للرضع
- المرضى الذين يحتاجون إلى تركيبة مختلفة، مثل تحويل الحبوب إلى سائل أو جل عبر الجلد للأشخاص الذين لا يستطيعون ابتلاع الحبوب بسبب الإعاقة [5]
- المرضى الذين يحتاجون إلى دواء خالٍ من مسببات الحساسية ، مثل الدواء الذي لا يحتوي على الغلوتين أو الأصباغ الملونة
- المرضى الذين يمتصون أو يفرزون الأدوية بشكل غير طبيعي [6]
- المرضى الذين يحتاجون إلى الأدوية التي أوقفتها شركات تصنيع الأدوية بسبب انخفاض ربحيتها
- يواجه المرضى نقصًا في إمدادات أدويتهم الطبيعية [7] [8]
- الأطفال الذين يريدون إضافات منكهة في الأدوية السائلة، عادةً ما يكون طعم الدواء مثل الحلوى أو الفاكهة
- الطب البيطري، لتغيير الجرعة، يتغير إلى شكل أكثر سهولة في تناوله (مثل حبوب منع الحمل إلى هلام سائل أو عبر الجلد)، أو لإضافة نكهة أكثر قبولا للحيوان. في الولايات المتحدة، يجب أن يفي الطب البيطري المركب بالمعايير المنصوص عليها في قانون توضيح استخدام الأدوية الطبية الحيوانية (AMDUCA) [6] [9]
- أنواع عديدة من العلاج بالهرمونات البديلة المتطابقة بيولوجيًا [10]
- المرضى الذين يحتاجون إلى أدوية متعددة مجتمعة بجرعات مختلفة [11]

## تركيب IV (في الوريد) في المستشفيات
في المستشفيات، غالبًا ما يقوم الصيادلة وفنيو الصيدلة بإعداد مستحضرات معقمة مركبة (CSPs) باستخدام الطرق اليدوية. معدل الخطأ في المنتجات الوريدية المعقمة المركبة يدويًا مرتفع. أعرب معهد الممارسات الدوائية الآمنة (ISMP) عن قلقه بشأن الطرق اليدوية، وخاصة الطبيعة المعرضة للخطأ لطريقة سحب الحقنة للتحقق من المستحضرات المعقمة. لزيادة الدقة، اعتمدت بعض المستشفيات الأمريكية أنظمة إدارة سير العمل الوريدي وأنظمة التركيب الآلية. تستخدم هذه التقنيات مسح الباركود لتحديد كل مكون وقياس الوزن الوزني للتأكد من كمية الجرعة المناسبة. تشتمل أنظمة إدارة سير العمل على برامج لتوجيه فنيي الصيدلة خلال عملية تحضير الأدوية الوريدية. تقوم الأنظمة الآلية بإعداد المحاقن والأكياس الوريدية في بيئة ISO Class 5، وتدعم العقم ودقة الجرعة عن طريق إزالة الأخطاء البشرية والتلوث من العملية.

## التنظيم في أستراليا
في أستراليا، يتولى مجلس الصيدلة الأسترالي مسؤولية تسجيل الصيادلة والممارسة المهنية بما في ذلك التركيب. على الرغم من أن جميع الصيدليات تقريبًا قادرة على تحضير أدوية مركبة بسيطة على الأقل، إلا أن بعض موظفي الصيدليات يتلقون المزيد من التدريب والتعليم حتى يتمكنوا من تحضير منتجات أكثر تعقيدًا. على الرغم من أن الصيادلة الذين تلقوا تدريبًا إضافيًا على القيام بالتركيبات المعقدة لم يتم التعرف عليهم بسهولة بعد، إلا أن مجلس الإدارة يعمل على وضع نظام اعتماد. في عام 2011، قام مجلس الصيدلة بتشكيل مجموعة عمل مركبة لتقديم المشورة بشأن معايير التركيب المنقحة. تم إصدار مسودة المبادئ التوجيهية المركبة للتعليق في أبريل 2014. يجب أن يلتزم الصيادلة بالمبادئ التوجيهية الحالية وإلا قد تتم معاقبتهم من قبل مجلس الإدارة.
يعد كل من التركيب المعقم وغير المعقم قانونيًا بشرط أن يتم إجراء التركيب للاستخدام العلاجي لمريض معين، ويتم توفير المنتج المركب من الصيدلية المركبة أو منها. هناك متطلبات إضافية للتركيب المعقم. لا يجب استخدام خزانة التدفق الصفحي [غطاء التدفق الصفحي] فحسب، بل يجب أيضًا التحكم بشكل صارم في البيئة التي يوجد بها الغطاء من حيث التلوث الميكروبي والجسيمي ويجب التحقق من صحة جميع الإجراءات والمعدات والموظفين لضمان التحضير الآمن للمعقمات. في التركيبات غير المعقمة، يلزم وجود غطاء لاحتواء المسحوق عند تحضير أي مادة خطرة (مثل الهرمونات) أو عندما يكون هناك خطر التلوث المتبادل للمنتج المركب. يجب على الصيادلة الذين يقومون بإعداد المنتجات المركبة الالتزام بهذه المتطلبات وغيرها من المتطلبات المنشورة في كتيب الوصفات الصيدلانية الأسترالية.

## التنظيم في الولايات المتحدة
في الولايات المتحدة، يتم ترخيص الصيدليات المركبة وتنظيمها من قبل الولايات. تم إنشاء المعايير الوطنية من قبل مجلس اعتماد مركبات الصيدلة (PCAB)، ومع ذلك، فإن الحصول على الاعتماد ليس إلزاميًا ويتم إجراء عمليات التفتيش للتأكد من الامتثال كل ثلاث سنوات فقط. تتمتع إدارة الغذاء والدواء (FDA) بسلطة تنظيم "تصنيع" المنتجات الصيدلانية - وهو ما ينطبق عندما لا يتم تصنيع المنتجات الدوائية أو تعديلها بحيث يتم تصميمها بطريقة ما لتناسب المريض الفردي - بغض النظر عما إذا كان يتم ذلك في المصنع أم لا أو في صيدلية.
في قانون جودة الدواء وأمنه (DQSA) لعام 2013 (HR 3204)، قام الكونجرس بتعديل القانون الفيدرالي للغذاء والدواء ومستحضرات التجميل (FFDCA) لتوضيح حدود اختصاص إدارة الغذاء والدواء على التركيبات الخاصة بالمريض، ولتوفير مسار اختياري لتشغيل المركبات "غير التقليدية" أو المجمعة. ينص القانون على أن الصيدليات التي تقوم فقط بتركيب المستحضرات "الخاصة بالمريض" التي يتم إعدادها استجابةً لوصفة طبية (صيدليات 503A) لا يمكن مطالبتها بالحصول على موافقة إدارة الغذاء والدواء الأمريكية (FDA) على هذه المنتجات، لأنها ستظل خاضعة حصريًا للوائح الصيدلة على مستوى الولاية. وفي الوقت نفسه، ينظم القسم 503ب من القانون "مرافق الاستعانة بمصادر خارجية" التي تقوم بالتركيب السائب أو تستخدم كالاستعانة بمصادر خارجية للتركيب بواسطة صيدليات أخرى. يمكن أن يتم ترخيص مرافق الاستعانة بمصادر خارجية هذه بشكل صريح من قبل إدارة الغذاء والدواء في ظل ظروف محددة، في حين يتم إعفاؤها من بعض المتطلبات المفروضة على المنتجين بالجملة. في أي صيدلية، لا يُسمح بالتركيب لمنتج دوائي "هو في الأساس نسخة" من منتج دوائي يتم إنتاجه بكميات كبيرة، ولكن الصيدليات الخارجية تخضع لتعريف أوسع هو "نسخة في الأساس". بالنسبة للتركيبات التقليدية/الخاصة بالمريض، يحتفظ تعريف 503A لـ "نسخة" بتركيزه الأصلي على منتجات الأدوية أو أشكال الجرعات النهائية بدلاً من المواد الدوائية أو المكونات النشطة، وعلى أي حال فإنه يستبعد صراحة من تعريفه أي منتج دوائي مركب التي يحددها الطبيب الذي يصف مريضًا معينًا تُحدث "فرقًا كبيرًا" بالنسبة للمريض.
تزن إدارة الغذاء والدواء العوامل التالية في تحديد ما إذا كان لديها سلطة "ممارسة تقديرها" لطلب الموافقة على منتج دوائي مركب حسب الطلب:
1. يتضاعف تحسبا لتلقي الوصفات الطبية
2. الأدوية المركبة تمت إزالتها من السوق لأسباب تتعلق بالسلامة
3. يتضاعف من المكونات السائبة غير المعتمدة من قبل إدارة الغذاء والدواء
4. تلقي أو تخزين أو استخدام الأدوية غير المصنعة في منشأة مسجلة لدى إدارة الغذاء والدواء
5. تلقي أو تخزين أو استخدام مكونات الأدوية التي لم يتم تحديدها لتلبية متطلبات الملخصات
6. استخدام معدات التصنيع أو الاختبار على نطاق تجاري
7. مجمع لأطراف ثالثة لإعادة البيع
8. الأدوية المركبة التي هي في الأساس نفس المنتجات المتاحة تجاريا
9. عدم العمل بما يتوافق مع قانون الولاية المعمول به

### مرافق الاستعانة بمصادر خارجية
قامت DQSA بتعديل قانون FFDCA لإنشاء فئة جديدة من الكيانات الخاضعة لتنظيم إدارة الغذاء والدواء والمعروفة باسم "مرافق الاستعانة بمصادر خارجية" والتي "قد تكون أو لا تكون" أنشطتها المركبة خاصة بالمريض بناءً على وصفات طبية فردية.  تخضع مرافق الاستعانة بمصادر خارجية مسجلة، على عكس مرافق التركيب التقليدية، لرقابة إدارة الغذاء والدواء. بالإضافة إلى الخضوع لعمليات التفتيش والتسجيل والرسوم ومتطلبات إعداد التقارير المحددة من إدارة الغذاء والدواء، تشمل المتطلبات الأخرى لمرافق الاستعانة بمصادر خارجية ما يلي:
1. يتم تركيب الأدوية بواسطة صيدلي مرخص أو تحت إشرافه المباشر
2. لا تقوم المنشأة بالتركيب باستخدام "المواد الدوائية السائبة" (ما لم تنطبق استثناءات معينة) ويتم تصنيع أدويتها من قبل مؤسسة مسجلة لدى إدارة الأغذية والعقاقير (FDA)
3. يجب أن تمتثل المكونات الأخرى المستخدمة في تركيب الدواء لمعايير دستور الأدوية الأمريكي المعمول به أو دراسة الوصفات الوطنية، في حالة وجود دراسة
4. لا يظهر الدواء ضمن القائمة التي نشرتها إدارة الغذاء والدواء للأدوية غير الآمنة أو غير الفعالة
5. الدواء ليس "نسخة أساسية" من واحد أو أكثر من الأدوية المسوقة (كما هو محدد بشكل فريد في القسم 503ب، وبشكل ملحوظ على نطاق أوسع ومع استثناءات أضيق من المركبات "التقليدية")
6. لا يظهر الدواء في قائمة الأدوية الخاصة بإدارة الغذاء والدواء (FDA) أو فئات الأدوية التي تمثل "صعوبات واضحة" في التركيب
7. يوضح الصيدلي المركب أنه سيستخدم ضوابط مماثلة للضوابط المطبقة بموجب أي استراتيجية معمول بها لتقييم المخاطر والتخفيف منها (REMS)
8. لن يتم بيع الدواء أو نقله من قبل كيان آخر غير منشأة الاستعانة بمصادر خارجية
9. يشير ملصق الدواء إلى أنه دواء مركب، بالإضافة إلى اسم منشأة الاستعانة بمصادر خارجية، ورقم الدفعة أو الدفعة من الدواء، وشكل الجرعة وقوتها، وغيرها من المعلومات الرئيسية

### اختبار الأدوية والإبلاغ عن الحوادث
يمكن أن تؤدي الممارسات السيئة من جانب مركبات الأدوية إلى تلوث المنتجات، أو المنتجات التي لا تلبي قوتها أو نقاوتها أو جودتها المعلنة. ما لم يتم تقديم شكوى أو تعرض المريض للأذى، نادرًا ما يتم اختبار الأدوية التي تصنعها المركبات المركبة. وفي ولاية تكساس، وهي واحدة من ولايتين فقط تجريان اختبارات عشوائية، تم العثور على مشاكل كبيرة. وقد وجدت الاختبارات العشوائية التي أجراها مجلس الصيدلة بالولاية على مدى السنوات القليلة الماضية أن ما يصل إلى واحد من كل أربعة أدوية مركبة كان إما ضعيفًا جدًا أو قويًا جدًا. وفي ولاية ميسوري، الولاية الأخرى الوحيدة التي تجري الاختبار، تباينت الفعالية بنسبة تصل إلى 300 بالمائة.
في عام 2002، قامت إدارة الغذاء والدواء، بسبب قلقها إزاء ارتفاع عدد الحوادث المتعلقة بالأدوية المركبة، بتحديد عوامل "العلم الأحمر" وأصدرت دليلًا مخصصًا لمركبات الصيدلة البشرية، وتشمل هذه العوامل الحالات التي يكون فيها الصيادلة:
- المنتجات الدوائية المركبة التي تم سحبها من الأسواق لأنها تبين أنها غير آمنة أو غير فعالة
- الأدوية المركبة التي هي في الأساس نسخ من منتج دوائي متوفر تجاريًا
- تركيب الأدوية قبل تلقي الوصفات الطبية، إلا بكميات محدودة جدًا تتعلق بكميات الأدوية المركبة مسبقًا بناءً على وصفات طبية صالحة
- مضاعفة الأدوية الجاهزة من المكونات النشطة السائبة التي ليست مكونات للأدوية المعتمدة من إدارة الغذاء والدواء، دون تطبيق دواء جديد استقصائي معتمد من إدارة الأغذية والعقاقير (FDA)
- تلقي المواد الدوائية أو تخزينها أو استخدامها دون الحصول أولاً على ضمان كتابي من المورد بأن كل كمية من المادة الدوائية قد تم تصنيعها في منشأة مسجلة لدى إدارة الغذاء والدواء
- عدم الامتثال لقانون الولاية المعمول به والذي ينظم ممارسة الصيدلة

### حادثة مركز نيو إنجلاند للتركيب
في أكتوبر 2012 ظهرت تقارير إخبارية عن تفشي التهاب السحايا الفطري المرتبط بمركز نيو إنجلاند للتركيب، وهي صيدلية تعمل في مجال التركيب السائب. في ذلك الوقت تم الكشف أيضًا عن أن منظمي الصحة في الولايات المتحدة وماساتشوستس كانوا على علم في عام 2002 بأن علاجات الستيرويد من مركز نيو إنجلاند للتركيب يمكن أن تسبب ردود فعل سلبية للمرضى. تم الكشف أيضًا عن أنه في الفترة 2001-2002، توفي أربعة أشخاص، وأصيب أكثر من اثني عشر، وتعرض المئات بعد أن تلقوا حقنًا لآلام الظهر ملوثة بفطر شائع تم توزيعه من خلال صيدليتين مركبتين في كاليفورنيا وكارولينا الجنوبية.
في أغسطس 2013، ذكرت تقارير أخرى مرتبطة بمركز التركيب في نيو إنجلاند أن حوالي 750 شخصًا أصيبوا بالمرض، بما في ذلك 63 حالة وفاة، وأن العدوى كانت مرتبطة بأكثر من 17600 جرعة من حقن الستيرويد الميثيل بريدنيزولون المستخدمة لعلاج آلام الظهر والمفاصل والتي تم شحنها إلى 23 ولاية. في ذلك الوقت، تم الإبلاغ عن حادثة أخرى بعد إصابة ما لا يقل عن 15 شخصًا في مستشفيين في تكساس بعدوى بكتيرية. تم سحب جميع الأدوية التي تم صرفها منذ 9 مايو 2013، والتي صنعتها شركة Specialty Compounding, LLC في سيدار بارك، تكساس . المستشفيات التي تم الإبلاغ عن تأثرها هي مركز كوربوس كريستي الطبي في منطقة الخليج ومركز كوربوس كريستي الطبي الإقليمي للأطباء. تلقى المرضى حقنًا في الوريد من غلوكونات الكالسيوم، وهو دواء يستخدم لعلاج نقص الكالسيوم وزيادة البوتاسيوم في الدم. المتورطة في هذه الحالات هي بكتيريا Rhodococcus، والتي يمكن أن تسبب أعراض مثل الحمى والألم.

### سوء الاستخدام يؤدي إلى تغييرات تنظيمية
تدعي إدارة الغذاء والدواء الأمريكية، من بين جهات أخرى، أن الصيدليات المركبة الكبيرة تتصرف مثل الشركات المصنعة للأدوية ولكنها تتحايل على لوائح إدارة الغذاء والدواء تحت شعار التركيب. يمكن أن تكون الأدوية التي يتم الحصول عليها من الصيدليات المركبة أرخص أو تخفف من النقص، ولكنها يمكن أن تشكل خطرًا أكبر للتلوث ويرجع ذلك جزئيًا إلى غياب الرقابة. يتصرف المركّبون "غير التقليديون" مثل مصنعي الأدوية في بعض الحالات من خلال وجود فرق مبيعات تقوم بتسويق منتجات دوائية غير شخصية أو قدرة إنتاجية للأطباء، أو من خلال صنع أدوية تكون في الأساس نفس المنتجات الدوائية المتاحة تجاريًا بكميات كبيرة، أو من خلال إعداد دفعات كبيرة من منتج دوائي معين تحسبًا لوصفات طبية إضافية قبل استلامها فعليًا. صرح متحدث باسم إدارة الغذاء والدواء الأمريكية قائلاً: "تبدو الأساليب التي تتبعها هذه الشركات أكثر اتساقًا مع أساليب الشركات المصنعة للأدوية مقارنة بأساليب صيدليات البيع بالتجزئة. وتصنع بعض الشركات كميات كبيرة من الأدوية المركبة التي تكون نسخًا أو بالقرب من نسخ من الأدوية المتاحة تجاريًا المعتمدة من إدارة الغذاء والدواء. تبيع شركات أخرى للأطباء والمرضى الذين تربطهم بهم علاقة مهنية عن بعد فقط." وقد طلب رئيس إدارة الغذاء والدواء مؤخرًا الصلاحيات التالية من الكونجرس:
تم اقتراح أفكار مختلفة لتوسيع نطاق التنظيم الفيدرالي الأمريكي في هذا المجال، بما في ذلك القوانين التي تسهل تحديد سوء الاستخدام أو الاستخدام الخاطئ  و/أو التنفيذ الأكثر صرامة للتمييز طويل الأمد بين التركيب مقابل التصنيع . كما اتخذت بعض الولايات الأمريكية مبادرات لتعزيز الرقابة على الصيدليات المركبة. أحد المصادر الرئيسية لمعارضة تنظيم إدارة الغذاء والدواء الجديد بشأن التركيب هو صانعو المكملات الغذائية.

## روابط خارجية
- الأكاديمية الدولية للصيادلة المركبين
- المجلة الدولية للتركيبات الصيدلانية
- مضاعفة الأدوية: هيئة إدارة الأغذية والعقاقير (FDA) والقضايا المحتملة للكونغرس من خدمة أبحاث الكونجرس واتحاد العلماء الأمريكيين